# Rudy Gobert
Pour les articles homonymes, voir Gobert.
Rudy Gobert-Bourgarel dit Rudy Gobert, né le 26 juin 1992 à Saint-Quentin dans l'Aisne, est un joueur international français de basket-ball.
Il mesure 2,15 m et évolue au poste de pivot pour la franchise des Timberwolves du Minnesota en NBA. Il joue également en équipe de France dans toutes les grandes compétitions internationales.
Reconnu pour ses qualités défensives, il est désigné NBA Defensive Player of the Year à quatre reprises, en 2018, 2019, 2021 et 2024. Avec l'équipe de France, aux Jeux olympiques de Tokyo en 2021, il remporte la médaille d'argent et est désigné dans le cinq majeur de ce tournoi.

## Biographie

### Enfance et éducation
Rudy Gobert est le fils de Corinne Gobert et de Rudy Bourgarel, un ancien joueur international français de basket-ball,. Il a été élevé seul dans un foyer modeste à Saint-Quentin, avec son demi-frère Romain et sa demi-sœur Vanessa issus d'une première union, par sa mère Corinne qui travaille comme coiffeuse et esthéticienne après le départ du père de Rudy lorsque ce dernier avait trois ans,. En 2010, il obtient son baccalauréat scientifique alors qu'il évolue au Cholet Basket.

### Carrière

#### Formation et catégories jeunes
Rudy Gobert commence le basket-ball dans sa ville natale de 2003 à 2007, au club de JSC Saint-Quentin, puis au club de Saint-Quentin Basket-Ball, tout en intégrant le Pôle Espoirs d'Amiens dès l'âge de treize ans. Il rejoint le centre de formation de Cholet Basket en catégories cadets puis Espoirs à partir de 2010. Confronté à une poussée de croissance tardive, Rudy Gobert a vu ses saisons "Cadets" tronquées. Rejoignant les Espoirs de Cholet en 2010, il gagne avec eux le titre de Champion de France en finissant avec la meilleure évaluation (16,8) des joueurs nés en 1992. Il est par la suite sélectionné en équipe de France junior lors des championnats d'Europe Juniors 2010, où il termine meilleur marqueur et rebondeur de l'équipe. Avec l'équipe de France des 20 ans et moins, il remporte la médaille de bronze au Championnat d'Europe 2011 en Espagne.
Rudy Gobert participe au championnat d'Europe des 20 ans et moins avec l'équipe de France. L'équipe est battue en finale 50 à 49 face à la Lituanie. Il obtient des moyennes par match de 3,9 contres (meilleur joueur de la compétition), 7,6 points et 7 rebonds (meilleur joueur de la sélection française). Rudy Gobert est choisi dans la meilleure équipe de la compétition avec son compatriote et MVP, Léo Westermann, le Lituanien Edgaras Ulanovas, l'Espagnol Daniel Díez et le Slovène Klemen Prepelič.

#### Débuts professionnels
Il joue son premier match (13 minutes, 2 points, 7 rebonds) avec l'équipe professionnelle de Cholet Basket lors de la Semaine des As 2011 contre Pau-Lacq-Orthez, profitant de la sortie sur blessure du pivot titulaire Randal Falker.
Pour sa deuxième saison, Rudy Gobert progresse régulièrement au point de devenir le principal remplaçant de Randal Falker sur le terrain au poste de pivot et au détriment de son coéquipier Romain Duport. Ses performances lui valent d'être appelé dans le groupe France pour la préparation des Jeux olympiques de Londres,.
Il termine meilleur contreur de la saison 2012-2013 de Pro A avec une moyenne de 1,7 contre par rencontre.

#### Carrière NBA

##### Jazz de l'Utah (2013-2022)

###### Les débuts
En avril 2013, il annonce qu'il est candidat à la draft 2013 de la NBA. Lors de la NBA draft combine qui se déroule les 16 et 17 mai 2013 et qui réunit les meilleurs prospects susceptibles d'être draftés, les analystes américains sont impressionnés par Gobert et l'annoncent dans le Top 10 de la draft 2013, voire le Top 5 pour certains. Il est sélectionné au 1er tour de la draft en 27e position par les Nuggets de Denver et immédiatement échangé et envoyé au Jazz de l'Utah contre Erick Green et de l'argent.
Rudy Gobert est considéré par certains comme la bonne affaire de cette draft 2013,. En effet, pas moins de 8 pivots seront sélectionnés avant lui.
En juillet, il signe un contrat de rookie avec le Jazz.
Il est présélectionné pour la préparation de l'équipe de France en vue du championnat d'Europe de basket-ball 2013 mais déclare forfait peu après.
Après une présaison où il parvient à obtenir un peu de temps de jeu de la part de Tyrone Corbin, l'entraîneur du Jazz, il dispute sa première partie NBA face au Thunder d'Oklahoma City, avec 23 minutes disputées et 2 points inscrits, 1 réussite sur 2 tentatives, 7 rebonds, 2 balles perdues et 2 fautes.
Bénéficiant de plus de temps de jeu lors de sa deuxième saison (2014-2015), il réalise son premier double-double face à Charlotte (défaite 104-86) avec 11 points à 5 tirs réussis sur 6, 12 rebonds et 2 contres en 30 minutes. En février, il est retenu pour le Rising Stars Challenge avec l'équipe du reste du monde qui s'impose face aux Américains (121-112). Premier Français sélectionné dans cette compétition depuis Tony Parker en 2003, il réalise une bonne rencontre en inscrivant 18 points, prenant 12 rebonds et réalisant 3 contres.
Le 3 mars 2015, lors de la victoire de son équipe du Jazz de l'Utah sur le parquet des Grizzlies de Memphis (93-82), Gobert réalise un double-double compilant 15 points et 24 rebonds, record en carrière et record de franchise pour un adversaire des Grizzlies,. Le 13 mars, il réalise un double-double dès le premier quart-temps du match contre les Rockets de Houston.
À la fin de cette saison, il termine cinquième du classement du NBA Defensive Player of the Year, trophée récompensant le meilleur défenseur de la NBA.
Lors de la saison 2015-2016, Gobert manque une vingtaine de matchs pour cause de blessure. Il termine septième au classement du NBA Defensive Player of the Year.

###### Un nouveau contrat
Fin octobre 2016, Gobert signe une prolongation de son contrat avec le Jazz : à partir de la saison 2017-2018, il touchera environ 100 millions de dollars sur 4 ans. Le joueur assure cependant que ce contrat n'est pas un aboutissement pour lui, et qu'il garde de nombreuses ambitions dont celles de devenir une référence à son poste et de gagner un titre NBA.

###### Saison 2016-2017: la confirmation
Il réalise un bon début de saison qui lui permet en janvier d'espérer une sélection au All-Star Game. Il réalise le 20 janvier 2017 le premier match de la saison avec 25 unités dans plus d'une catégorie, avec 27 points (8/11 et 11/17 au lancer-franc) et 25 rebonds dont 10 offensifs en 41 minutes face aux Mavericks de Dallas.
Rudy Gobert participe aux playoffs pour la première fois de sa carrière le 15 avril 2017 contre les Clippers de Los Angeles. Lors de ce premier match, il se blesse et sort au bout de 17 secondes.
Il est de nouveau à la lutte pour obtenir le titre de NBA Defensive Player of the Year avec Draymond Green (Warriors de Golden State) et Kawhi Leonard (Spurs de San Antonio), double tenant du titre. Gobert vient de réaliser une excellente saison régulière où, en moyenne par match, il prend 13 rebonds et surtout réalise 2,64 contres, faisant ainsi de lui le meilleur contreur de la saison. Gobert termine deuxième du vote avec 169 points, derrière Green (434 points).

###### Saison 2017-2018
Rudy Gobert contribue une nouvelle fois au beau parcours du Jazz de l'Utah qui atteint pour la deuxième année consécutive les demi-finales de conférence en playoffs NBA. Lors de cette saison, il est nommé NBA Defensive Player of the Year et devient ainsi le deuxième Français à recevoir cette récompense après Joakim Noah en 2014.

###### Saison 2018-2019
Maintenant connu et redouté des attaquants adverses, Rudy Gobert souhaite avoir un plus grand rôle en attaque.
Lors de la saison 2018-2019, il est toujours associé à Derrick Favors dans la raquette du Jazz et réalise sa meilleure saison statistique avec 15,9 points, 12,9 rebonds et 2,0 passes décisives par match.
Le 25 mars 2019, lors d'un match contre les Suns de Phoenix il bat le record du nombre de dunks en une saison détenu par Dwight Howard avec 269 réalisations et qui date de la saison 2007-2008. Il est alors à 275 dunks et il reste alors 9 matchs à jouer dans la saison.
À l'issue de cette saison, Rudy Gobert est à nouveau élu meilleur défenseur de l'année devant Giannis Antetokounmpo des Bucks de Milwaukee et Paul George du Thunder d'Oklahoma City. Il est aussi membre de la All-NBA First Defensive team, récoltant par ailleurs le plus de votes parmi les joueurs représentés. Il est également dans le troisième cinq majeur de la saison.

###### Saison 2019-2020
Le 30 janvier 2020, il est sélectionné pour la première fois au NBA All-Star Game 2020 avec son coéquipier Donovan Mitchell.
Le 11 mars, le match opposant le Jazz de l'Utah au Thunder d'Oklahoma City est annulé car Gobert est testé positif au coronavirus,. À la suite de ce cas, la NBA suspend toutes ses rencontres jusqu'à nouvel ordre,. Quelque temps auparavant, pour plaisanter à propos de l'épidémie, Gobert touche de façon volontaire les micros des journalistes. Cette image fait d'abord de lui le visage de l'épidémie de coronavirus aux États-Unis et lui attire la colère et la frustration de nombreux fans de sports et de son coéquipier Donovan Mitchell. Rudy Gobert s'excuse publiquement et fait un don de 500 000 $ pour la lutte contre le virus. Une semaine plus tard, le ton change et de nombreux éditorialistes locaux jugent que sa blague et son immaturité avaient mis en lumière la dangerosité du virus, lui donnant le rôle de lanceur d'alerte voire de héros par accident. Le 27 mars, il est officiellement guéri du Covid-19.

###### Saison 2020-2021
En décembre 2020, Yop annonce avoir signé un contrat de sponsoring avec Rudy Gobert qui fait de la marque de yaourt un partenaire officiel de la NBA en France.
Le 20 décembre 2020, Rudy Gobert signe le troisième contrat le plus cher de l'histoire de la NBA avec sa franchise du Jazz de l'Utah. Avec 205 millions sur 5 ans (2021-2026), Gobert devient le pivot le mieux payé de l'histoire de la NBA et le sportif français le mieux payé. La saison 2025-2026 est une player option qui lui permet de changer d'équipe s'il le souhaite.
Le 23 février 2021, il est à nouveau sélectionné pour le NBA All-Star Game avec ses coéquipiers Donovan Mitchell et Mike Conley Jr.
Le 9 juin 2021, le pivot français est élu défenseur de l'année pour la troisième fois de sa carrière, devant Ben Simmons et Draymond Green.

###### Saison 2021-2022
En février 2022, pour la troisième fois consécutive, il est sélectionné pour le All Star-Game. Il devient également meilleur rebondeur de l'année avec 14,7 rebonds de moyenne.

##### Timberwolves du Minnesota (depuis 2022)

###### Saison 2022-2023
Après 9 ans à jouer pour le Jazz de l'Utah, début juillet 2022, le Français est transféré vers les Timberwolves du Minnesota contre Malik Beasley, Patrick Beverley, Walker Kessler, Jarred Vanderbilt, Leandro Bolmaro et quatre premiers tours de draft.
Les conditions de ce transfert sont critiquées puisque les Wolves perdent quatre choix de draft qui leur auraient permis d'engager de jeunes joueurs. Après cet ajout majeur, les résultats sportifs des Wolves ne s'améliorent pas : si la présence de Gobert aide la défense des Wolves, son inefficacité en attaque est préjudiciable. Les Wolves terminent à la 8e place et se qualifient toutefois pour les playoffs via le Play-In Tournament.
Lors de la dernière rencontre de saison régulière, Gobert frappe son coéquipier Kyle Anderson lors d'un temps-mort. L'encadrement des Wolves décide alors de suspendre Gobert pour le reste de la rencontre, puis la rencontre suivante, un play-in pour participer au tournoi régulier des playoffs. Il présente ensuite ses excuses à Anderson,,.
Malheureusement pour les Timberwolves du Minnesota et Gobert, l'équipe s'incline en 5 matchs contre les Nuggets de Denver lors du premier tour.

###### Saison 2023-2024
De retour à son meilleur niveau, il remporte son quatrième titre de défenseur de l'année et égale le record de Ben Wallace et Dikembe Mutombo. Les Timberwolves atteignent alors la finale de conférence Ouest, et affrontent les Mavericks de Dallas, qui remportent la série 4-1.

###### Saison 2024-2025
En octobre 2024, Rudy Gobert et les Timberwolves signent une prolongation de trois saisons (jusqu'à la saison 2027-2028) du contrat qui les lie. Le montant du contrat est de 110 millions de dollars.

#### Carrière en équipe de France

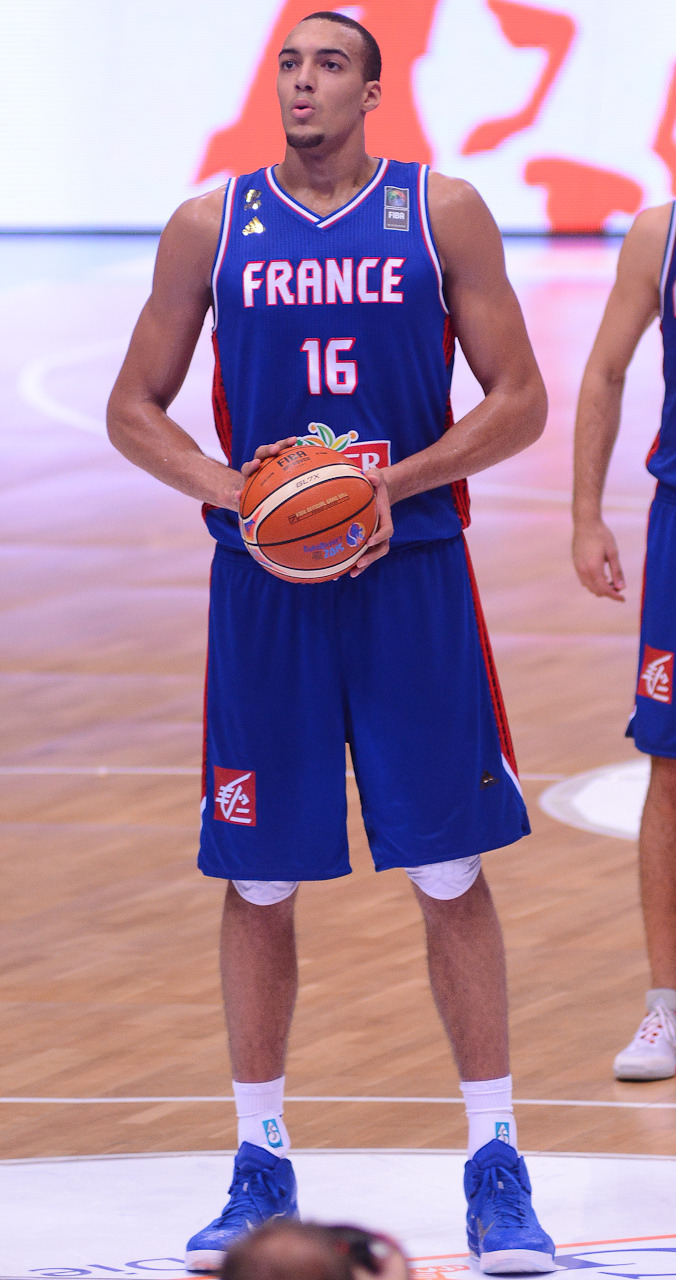
Rudy Gobert (2015).

Le 16 mai 2014, il fait partie de la liste des vingt-quatre joueurs présélectionnés pour la participation à la Coupe du monde 2014 en Espagne. Il réalise un mondial satisfaisant avec en particulier un bon match face à l'Espagne.
Fin avril 2016, il annonce renoncer à participer au tournoi préolympique, sa franchise souhaite le conserver jusqu'en juin à la suite de ses blessures en cours de saison. Il participe cependant aux Jeux olympiques d'été de 2016 avec l'équipe de France qui est battue 92-67 en quart de finale par l'Espagne.
Lors de la Coupe du monde FIBA 2019 en Chine, il remporte la médaille de bronze avec l'équipe de France. Ses statistiques lors de la compétition sont de 10,1 points, 9,1 rebonds, 1,8 passe décisive, 0,6 interception et 1,9 contre par match.
En équipe de France, il évolue avec le numéro 16 ou le 27.

#### Style de jeu
Rudy Gobert est un joueur d'une très grande envergure, 2,36 m mais assez frêle par rapport aux autres pivots de la NBA, bien que des progrès aient été et continuent d'être réalisés sur cet aspect de son jeu. Il est connu pour être un excellent contreur grâce à sa taille et son envergure, et est considéré comme l'un des meilleurs défenseurs intérieurs NBA, étant un excellent rim-protector (joueur protégeant l'arceau, sorte de dernier défenseur proche du panier). C'est un joueur très mobile pour son gabarit, qui est capable d'accompagner les arrières sur les contre-attaques. En attaque, Rudy Gobert est considéré comme un joueur relativement limité en dehors de la raquette capable essentiellement de dunks et de paniers près du cercle ainsi que de prendre un grand nombre de rebonds offensifs. Malgré tout, il est un des meilleurs poseur d'écrans de la NBA.

## Vie privée
Le 21 février 2024, il annonce attendre un enfant avec sa petite amie, Julia Bonilla. Le 6 mai 2024, il rate le deuxième match des demi-finales de conférence contre les Nuggets de Denver, match que les Timberwolves ont tout de même remporté, pour être à Minneapolis où Julia Bonilla donne naissance à leur fils prénommé Roméo,.
En novembre 2024, Rudy Gobert félicite publiquement Robert Kennedy Jr. pour sa nomination au poste de secrétaire d'État à la Santé pour le second mandat du président américain Donald Trump. Ces félicitations sont diversement accueillies car Kennedy est connu pour des positions jugées conspirationnistes et anti-vaccination.

## Palmarès

### En club
- 2006-2007 : Vainqueur de la Coupe de Picardie avec le JSC Saint-Quentin
- 2009-2010 : Champion de France Espoirs avec le Cholet Basket
- 3 fois champion de la Division Nord-Ouest de la NBA avec le Jazz de l'Utah en 2016-2017, 2020-2021 et 2021-2022
- 2 fois finaliste de la Conférence Ouest en 2023-2024 et 2024-2025 avec les Timberwolves du Minnesota

### En équipe de France
- Médaille d’argent aux Jeux olympiques 2024 à Paris.
- Médaille d’argent au championnat d'Europe 2022 en Allemagne.
- Médaille d’argent aux Jeux olympiques 2020 à Tokyo.
- Médaille de bronze à la Coupe du monde 2019 en Chine.
- Médaille de bronze au championnat d'Europe 2015 en France.
- Médaille de bronze à la Coupe du monde 2014 en Espagne.
- Médaille de bronze au Championnat d'Europe des moins de 20 ans 2011 en Espagne.

### Distinctions personnelles
- 4 fois NBA Defensive Player of the Year en 2018, 2019, 2021 et 2024.
- 3 sélections au All-Star Game en 2020, 2021 et 2022.
- All-NBA Second Team en 2017[62].
- 3 fois All-NBA Third Team en 2019, 2020, 2021.
- 7 fois All-Defensive First Team en 2017, 2018, 2019, 2020, 2021, 2022 et 2024.
- 1 fois All-Defensive Second Team en 2025.
- Sélectionné pour le Rising Stars Challenge en 2015.
- 1 fois meilleur contreur de la NBA en 2017 (2,64)[63].
- 1 fois meilleur rebondeur de la NBA en 2022 (14,7)[63].
- 3 fois joueur le plus adroit au tir de la NBA en 2019 (66,9 %), 2021 (67,5 %) et 2022 (71,3 %)[63].
- 2 fois joueur ayant pris le plus de rebonds sur une saison NBA en 2020 (916) et 2021 (960)[63].
- Joueur ayant pris le plus de rebonds défensifs sur une saison NBA en 2021 (720)[63].
- 2 fois joueur ayant contré le plus de tirs sur une saison NBA en 2017 (214) et 2021 (190)[63].
- Élu dans le cinq majeur des Jeux olympiques de 2020[64].
- Élu dans le cinq majeur du Championnat d'Europe 2022
- Élu dans le cinq majeur du championnat d'Europe Espoirs (2012)
- Vainqueur du trophée Alain-Gilles en 2019 (meilleur joueur français de l'année)[65].
- Chevalier de l'ordre national du Mérite (décret du 8 septembre 2021)[66]
- Meilleur marqueur et rebondeur de l'équipe de France Juniors (9,2 points, 9,0 rebonds, 1,7 contre par match) lors du Championnat d'Europe 2010.

## Statistiques

### Statistiques en Pro A

#### Saison régulière
Les statistiques de Rudy Gobert en saison régulière de Pro A sont les suivantes :
| Saison        | Équipe        | Matchs | Titul. | Min./m | % Tir | % 3pts | % LF  | Rbds/m. | Pass/m. | Int/m. | Ctr/m. | Pts/m. |
| ------------- | ------------- | ------ | ------ | ------ | ----- | ------ | ----- | ------- | ------- | ------ | ------ | ------ |
| 2010-2011     | Cholet        | 1      | 0      | 13,0   | 50,0  | -      | 100,0 | 5,0     | -       | 1,0    | -      | 6,0    |
| 2011-2012     | Cholet        | 23     | 15     | 13,7   | 79,4  | -      | 43,8  | 3,7     | 0,1     | 0,3    | 1,3    | 4,7    |
| 2012-2013     | Cholet        | 27     | 19     | 22,7   | 71,8  | 0,0    | 70,4  | 5,4     | 0,4     | 0,7    | 1,9    | 8,4    |
| Carrière      | Carrière      | 51     | 34     | 18,4   | 73,8  | 0,0    | 66,3  | 4,6     | 0,3     | 0,5    | 1,6    | 6,7    |
| All-Star Game | All-Star Game | 1      | 0      | 9,0    | 80,0  | -      | 50,0  | 6,0     | 2,0     | -      | 1,0    | 9,0    |

#### Playoffs
Les statistiques de Rudy Gobert en playoffs de Pro A sont les suivantes :
| Saison    | Équipe | Matchs | Titul. | Min./m | % Tir | % 3pts | % LF | Rbds/m. | Pass/m. | Int/m. | Ctr/m. | Pts/m. |
| --------- | ------ | ------ | ------ | ------ | ----- | ------ | ---- | ------- | ------- | ------ | ------ | ------ |
| 2011-2012 | Cholet | 6      | 5      | 12,7   | 58,3  | -      | 40,0 | 3,3     | 0,3     | 0,2    | 1,2    | 2,7    |

#### Semaine des As
Les statistiques de Rudy Gobert en Semaine des As sont les suivantes :
| Saison   | Équipe   | Matchs | Titul. | Min./m | % Tir | % 3pts | % LF | Rbds/m. | Pass/m. | Int/m. | Ctr/m. | Pts/m. |
| -------- | -------- | ------ | ------ | ------ | ----- | ------ | ---- | ------- | ------- | ------ | ------ | ------ |
| 2011     | Cholet   | 1      | 0      | 13,0   | 50,0  | -      | -    | 7,0     | -       | -      | -      | 2,0    |
| 2012     | Cholet   | 1      | 0      | 9,0    | 0,0   | -      | -    | 5,0     | -       | -      | 1,0    | 0,0    |
| Carrière | Carrière | 2      | 0      | 11,0   | 33,3  | -      | -    | 6,0     | -       | -      | 0,5    | 1,0    |

### Statistiques en NBA
Légende :
| Leader de la ligue | Défenseur de l'année |

gras = ses meilleures performances

#### Saison régulière
Les statistiques de Rudy Gobert en saison régulière de NBA sont les suivantes :
| Saison        | Équipe        | Matchs | Titul. | Min./m | % Tir | % 3pts | % LF | Rbds/m. | Pass/m. | Int/m. | Ctr/m. | Pts/m. |
| ------------- | ------------- | ------ | ------ | ------ | ----- | ------ | ---- | ------- | ------- | ------ | ------ | ------ |
| 2013-2014     | Utah          | 45     | 0      | 9,6    | 48,6  | -      | 49,2 | 3,44    | 0,16    | 0,18   | 0,91   | 2,31   |
| 2014-2015     | Utah          | 82     | 37     | 26,3   | 60,4  | 0,0    | 62,3 | 9,45    | 1,33    | 0,78   | 2,30   | 8,37   |
| 2015-2016     | Utah          | 61     | 60     | 31,7   | 55,9  | -      | 56,9 | 10,95   | 1,49    | 0,74   | 2,21   | 9,13   |
| 2016-2017     | Utah          | 81     | 81     | 33,9   | 66,3  | 0,0    | 65,3 | 12,78   | 1,21    | 0,62   | 2,64   | 14,04  |
| 2017-2018     | Utah          | 56     | 56     | 32,4   | 62,2  | 0,0    | 68,2 | 10,73   | 1,43    | 0,79   | 2,30   | 13,50  |
| 2018-2019     | Utah          | 81     | 80     | 31,8   | 66,9  | 0,0    | 63,6 | 12,85   | 1,99    | 0,81   | 2,31   | 15,85  |
| 2019-2020     | Utah          | 68     | 68     | 34,3   | 69,3  | 0,0    | 63,0 | 13,47   | 1,49    | 0,75   | 1,99   | 15,09  |
| 2020-2021     | Utah          | 71     | 71     | 30,8   | 67,5  | 0,0    | 62,3 | 13,52   | 1,25    | 0,56   | 2,68   | 14,30  |
| 2021-2022     | Utah          | 66     | 66     | 32,1   | 71,3  | 0,0    | 69,0 | 14,67   | 1,09    | 0,68   | 2,08   | 15,56  |
| 2022-2023     | Minnesota     | 70     | 70     | 30,7   | 65,9  | 0,0    | 64,4 | 11,63   | 1,24    | 0,80   | 1,36   | 13,41  |
| 2023-2024     | Minnesota     | 76     | 76     | 34,1   | 66,1  | 0,0    | 63,8 | 12,92   | 1,34    | 0,68   | 2,13   | 13,96  |
| 2024-2025     | Minnesota     | 72     | 72     | 33,2   | 66,9  | -      | 67,4 | 10,90   | 1,80    | 0,80   | 1,40   | 12,00  |
| Carrière      | Carrière      | 829    | 737    | 30,7   | 65,6  | 0,0    | 64,1 | 11,70   | 1,40    | 0,70   | 2,10   | 12,60  |
| All-Star Game | All-Star Game | 3      | 0      | 14,6   | 90,0  | -      | 33,3 | 8,00    | 1,00    | 0,30   | 0,30   | 12,30  |

Dernière modification le 18 avril 2025

#### Playoffs
Les statistiques de Rudy Gobert en playoffs de NBA sont les suivantes :
| Saison   | Équipe    | Matchs | Titul. | Min./m | % Tir | % 3pts | % LF | Rbds/m. | Pass/m. | Int/m. | Ctr/m. | Pts/m. |
| -------- | --------- | ------ | ------ | ------ | ----- | ------ | ---- | ------- | ------- | ------ | ------ | ------ |
| 2017     | Utah      | 9      | 9      | 27,3   | 63,5  | 0,0    | 48,0 | 9,89    | 1,22    | 1,00   | 1,33   | 11,56  |
| 2018     | Utah      | 11     | 11     | 34,8   | 65,5  | 0,0    | 60,3 | 10,73   | 1,00    | 0,91   | 2,27   | 13,18  |
| 2019     | Utah      | 5      | 5      | 30,4   | 59,4  | 0,0    | 78,3 | 10,20   | 1,40    | 0,60   | 2,60   | 11,20  |
| 2020     | Utah      | 7      | 7      | 38,6   | 64,9  | 0,0    | 52,4 | 11,43   | 1,14    | 0,57   | 1,43   | 16,86  |
| 2021     | Utah      | 11     | 11     | 34,2   | 74,1  | 0,0    | 63,6 | 12,27   | 0,82    | 0,55   | 2,09   | 14,73  |
| 2022     | Utah      | 6      | 6      | 32,8   | 64,6  | 0,0    | 68,2 | 13,20   | 0,50    | 0,17   | 1,00   | 12,00  |
| 2023     | Minnesota | 5      | 5      | 35,4   | 63,0  | 0,0    | 63,0 | 12,20   | 2,00    | 0,40   | 1,00   | 15,00  |
| 2024     | Minnesota | 15     | 15     | 34,2   | 61,5  | 0,0    | 67,1 | 9,80    | 1,60    | 0,93   | 1,00   | 12,07  |
| 2025     | Minnesota | 15     | 15     | 27,4   | 58,2  | 0,0    | 52,0 | 8,60    | 0,70    | 0,50   | 1,20   | 7,90   |
| Carrière | Carrière  | 84     | 84     | 32,4   | 64,1  | 0,0    | 60,8 | 10,60   | 1,10    | 0,71   | 1,50   | 12,30  |

Dernière modification le 30 mai 2025

## Records sur une rencontre en NBA
Les records personnels de Rudy Gobert en NBA sont les suivants, :
| Record de la franchise |

| Type de statistique        | Saison régulière | Saison régulière           | Saison régulière | Playoffs | Playoffs                  | Playoffs      |
| Type de statistique        | Record           | Adversaire                 | Date             | Record   | Adversaire                | Date          |
| -------------------------- | ---------------- | -------------------------- | ---------------- | -------- | ------------------------- | ------------- |
| Points                     | 35               | 2 fois                     | 2 fois           | 27       | Lakers de Los Angeles     | 30 avril 2025 |
| Paniers marqués            | 13               | 2 fois                     | 2 fois           | 12       | Lakers de Los Angeles     | 30 avril 2025 |
| Paniers tentés             | 20               | Mavericks de Dallas        | 27 janvier 2021  | 15       | 2 fois                    | 2 fois        |
| Paniers à 3 points réussis | -                | -                          | -                | -        | -                         | -             |
| Paniers à 3 points tentés  | 2                | @ Warriors de Golden State | 2 avril 2022     | 1        | @ Clippers de Los Angeles | 12 juin 2021  |
| Lancers francs réussis     | 15               | Hornets de Charlotte       | 20 décembre 2021 | 9        | Mavericks de Dallas       | 23 avril 2022 |
| Lancers francs tentés      | 19               | @ Hawks d'Atlanta          | 19 décembre 2019 | 18       | Mavericks de Dallas       | 23 avril 2022 |
| Rebonds offensifs          | 13               | Knicks de New York         | 22 mars 2017     | 10       | Mavericks de Dallas       | 23 avril 2022 |
| Rebonds défensifs          | 22               | Pistons de Détroit         | 14 janvier 2019  | 19       | Clippers de Los Angeles   | 10 juin 2021  |
| Rebonds totaux             | 28               | @ Warriors de Golden State | 14 mars 2021     | 24       | Lakers de Los Angeles     | 30 avril 2025 |
| Passes décisives           | 8                | Bulls de Chicago           | 12 janvier 2019  | 4        | 2 fois                    | 2 fois        |
| Interceptions              | 5                | Bucks de Milwaukee         | 5 février 2016   | 5        | @ Clippers de Los Angeles | 25 avril 2017 |
| Contres                    | 9                | @ Bulls de Chicago         | 22 mars 2021     | 7        | Rockets de Houston        | 20 avril 2019 |
| Balles perdues             | 6                | 4 fois                     | 4 fois           | 5        | Nuggets de Denver         | 12 mai 2024   |
| Minutes jouées             | 44               | @ Bulls de Chicago         | 6 février 2024   | 43       | @ Nuggets de Denver       | 25 août 2020  |

- Double-double : 517 (dont 41 en playoffs)
- Triple-double : 0

Dernière mise à jour : 30 avril 2025

## Salaires
Les gains de Rudy Gobert en NBA sont les suivants :
| Saison      | Équipe                    | Salaire          |
| ----------- | ------------------------- | ---------------- |
| 2013-2014   | Jazz de l'Utah            | 1 078 800 $      |
| 2014-2015   | Jazz de l'Utah            | 1 127 400 $      |
| 2015-2016   | Jazz de l'Utah            | 1 175 880 $      |
| 2016-2017   | Jazz de l'Utah            | 2 121 287 $      |
| 2017-2018   | Jazz de l'Utah            | 21 974 719 $     |
| 2018-2019   | Jazz de l'Utah            | 23 241 573 $     |
| 2019-2020   | Jazz de l'Utah            | 24 195 400 $     |
| 2020-2021   | Jazz de l'Utah            | 27 525 281 $     |
| 2021-2022   | Jazz de l'Utah            | 35 344 828 $     |
| 2022-2023   | Timberwolves du Minnesota | 38 172 414 $     |
| 2023-2024   | Timberwolves du Minnesota | 41 000 000 $     |
| Total Gains | Total Gains               | 217 207 582 $    |
| 2024-2025   | Timberwolves du Minnesota | 43 827 587 $     |
| 2025-2026   | Timberwolves du Minnesota | 46 655 173 $ (P) |
| Total       | Total                     | 307 690 342 $    |

- (P) : option joueur

Il signe son contrat rookie le 6 juillet 2013, ce dernier est d'une valeur de 5 503 368 $ sur 4 ans avec des options d'équipe pour les 3e et 4e années de contrat.
À l'issue de sa 4e saison il signe un nouveau contrat avec le Jazz de l'Utah d'une valeur de 102 000 000 $ sur 4 ans.
Le 20 décembre 2020, il signe une prolongation de contrat d'une valeur de 205 000 000 $ sur 5 ans avec le Jazz de l'Utah. La dernière année de ce contrat est une option joueur.
Son agent est Bouna Ndiaye (Comsport).

### Vidéographie
- En immersion avec Rudy Gobert, Gaëlle Schwaller et Pascal Giberné, L'Equipe Enquête, La chaîne L'Équipe, 26 octobre 2016, 12 minutes (voir en ligne).
- Rudy Gobert, l'homme qui valait 102 millions, Stade 2, France 2, 4 décembre 2016, 9 minutes (voir en ligne).
- Rudy Gobert : Le géant du Jazz, Renan Chedotal, BeIn Sports, 17 février 2017, 15 minutes (voir en ligne).